# 伏毒追緝令
《伏毒追緝令》（英語：The Shepherd: Border Patrol，或記作）是一部2008年美國動作片，由伊薩克·佛倫亭執導，尚-克勞德·范·達美、娜塔莉·J·羅伯、史帝芬·羅德和史考特·艾金斯主演。劇情講述一名邊境巡警在美墨邊界追查偷渡客，同時也對上了一群火力強大的毒販。電影於2008年3月4日在美國以DVD首映發行。

## 劇情
前紐澳良警察傑克·羅柏杜和他的寵物兔子一起抵達新墨西哥州哥倫布，加入美国边境巡逻队，與蕾夢娜·賈西亞隊長合作，並與比利·潘納爾探員搭檔。
邊境巡邏隊正在對付高度危險的毒品走私行動，偷渡客除了攜帶海洛因磚外，還隨機配備了C4背心。走私客是由班哲明·梅爾斯和他的得力助手卡普領導的惡徒特種部隊，他們藉由殺死一名毒梟來接管墨西哥邊境的所有走私行動。梅爾斯等人接管並改裝了一輛傳教巴士來走私毒品，但傑克和比利則越過邊界追捕他們。梅爾斯和卡普逃脫，傑克和比利因越過管轄範圍而遭當地警察逮捕。
傑克從墨西哥監獄轉移到梅爾斯的住所後，事實證明，比利正在梅爾斯工作；梅爾斯還綁架了蕾夢娜及她的舅舅艾彌爾。艾彌爾被梅爾斯扔入帶電流的水池中殺死。傑克表示，因梅爾斯的毒品大約三個月前殺死了傑克的16歲女兒卡西，所以他才來邊境工作。傑克的寵物兔子原本是卡西的兔子，他隨身攜帶以紀念卡西。他還在她的墓前發誓要打倒梅爾斯。
傑克和蕾夢娜在被囚禁的途中殺死了比利。蕾夢娜向墨西哥警方尋求幫助，她和傑克開始對抗梅爾斯的手下；蕾夢娜企圖開走一輛車，但撞牆後昏厥。傑克在一次激烈對決中擊敗卡普。梅爾斯背後的投資者拋棄了自己，之後他持槍企圖殺死重傷的傑克。但傑克向對方投擲炸彈環並將其引爆，梅爾斯被炸得粉身碎骨。事後，警方查扣了此處，傑克接受蕾夢娜的建議回到紐奧良與他的妻子重聚。

## 演員
- 尚-克勞德·范·達美飾演傑克·羅柏杜（Jack Robideaux）[2]
- 娜塔莉·J·羅伯（英语：Natalie J. Robb）飾演蕾夢娜·賈西亞隊長（Capt. Ramona García）
- 史帝芬·羅德（英语：Stephen Lord）飾演班哲明·梅爾斯（Benjamin Meyers）
- 蓋瑞·麥唐納（英语：Gary McDonald (actor)）飾演比利·潘納爾探員（Agent Billy Pawnell）
- 史考特·艾金斯飾演卡普（Karp）[2]
- 安德莉·伯納德（英语：Andrée Bernard）飾演萊絲（Lexxie）
- 丹·戴維斯（英语：Dan Davies）飾演艾彌爾（Emile）
- 邁爾斯·安德森（英语：Miles Anderson）飾演亞瑟·彭尼頓市長（Mayor Arthur Pennington）
- 比安卡·范·瓦恩伯格（Bianca Van Varenberg）飾演凱西·羅柏杜（Kassie Robideaux）

## 製作
電影2007年2月6日至3月25日期間在保加利亞進行為期47天的主要拍攝。尚-克勞德·范·達美和史考特·艾金斯在片中有一段肉搏對決；因范·達美當時不太喜歡拍攝太多打鬥戲，該橋段的長度被縮短，這讓艾金斯感到可惜。

## 外部連結
- 互联网电影数据库（IMDb）上《伏毒追緝令》的资料（英文）